# Myriophyllum sibiricum
Myriophyllum sibiricum là một loài thực vật có hoa trong họ Haloragaceae. Loài này được Kom. miêu tả khoa học đầu tiên năm 1914.